# Pat Farrell
Pat Farrell (* 25. September 1977; eigentlich Mischa Bättig) ist ein Schweizer House-/Electro-DJ, Produzent und Veranstalter.

## Karriere
2010 veröffentlichte er in Zusammenarbeit mit DJ Antoine die CD-Kompilation Houseworks Megahits Vol. 4, die über mehr als zehn Wochen in den Top-10 der Schweizer Kompilation-Chart war. 2011 erreichte die nächste Kompilation Houseworks Ultra Platz zwei der Schweizer Kompilation-Chart ein. Es folgten Remixaufträge für Inna & Flo Rida, Anda Adam, Guesta Project, Maddison, welche er unter anderem mit Josh Green produzierte. Es folgten Zusammenarbeiten mit Sängern wie Tony T. und Akay.
2006 wurde Pat Farrell von der House-/Electro-Welle erfasst. Mit der CD-Kompilation Electro Grooves Vol. 1 stand er 2008 auf Platz acht der Schweizer Kompilation-Chart. Zusätzlich produzierte er mit Chris Reece diverse Singles. Später folgten internationale Auftritte in Italien, Deutschland, Österreich, Griechenland und der Türkei.
Als Veranstalter ist er seit 2001 mit einem Lovemobile an der Street Parade.

## Diskografie

### Alben
- 2015: Marathon

### Kompilations
- 2008: Electro Grooves Vol. 1
- 2009: Electro Grooves Vol. 2
- 2010: Wintershowcase 2010
- 2010: Houseworks Megahits Vol. 4
- 2011: Houseworks Ultra
- 2011: Mykonos Summer Guide 2011
- 2013: Street Parade (Warm Up) 2013
- 2013: Street Parade (Winter Edition) 2013
- 2014: Best of Switzerland
- 2014: Cubik Festival 2014

### Singles
- 2008: Pay No Mind
- 2008: Marshmallow Dream
- 2008: Wicked
- 2008: Pay No Mind
- 2008: Confused
- 2009: Sister Walk Away
- 2009: Clocks
- 2009: There’s No Soul (feat. Patrick Miller)
- 2010: I Need U (feat. Patrick Miller)
- 2010: Don’t Let Go
- 2011: You and Me (feat. ID)
- 2012: Stronger (feat. Max C)
- 2012: Everyday’s a Party (feat. Max C)
- 2012: Seventy7
- 2013: Kinachu/Yellow
- 2013: Saving My Love (feat. John Anselm)
- 2013: Life’s Too Short (feat. John Anselm)
- 2013: When Night Is Over (feat. Jesse Ritch & Big Daddy)
- 2014: When U Come Around (feat. John Anselm)
- 2014: Dare To Dream (feat. Robbie Hazen)
- 2014: So I Dance (feat. Filippo Ferrari & Darsen)
- 2015: For You (feat. Alina Renae)
- 2016: One and Only (feat. Rob Hazen)
- 2016: Illuzion
- 2017: Shadows (feat. Tone)
- 2017: Tripping on You (feat. Adam Hardy)
- 2017: Beluga
- 2017: Circle
- 2018: The Thing About You (feat. Max Landry)
- 2018: Ashes (feat. Daisy Kilbourne)
- 2018: Nothing
- 2018: Come With Me

### Remixes
- 2010: Josh Green feat. Patrick Miller – Right Man
- 2010: Pitbull – I Know You Want Me
- 2010: Josh Green – Funky
- 2010: Anda Adam – Love on You
- 2010: Guesta Project – Free
- 2011: Anda Adam feat. DDY – Show Me
- 2011: Bruno Mars – Just the Way You Are
- 2011: Martin Solveig feat. Dragonette – Hello
- 2011: Amloop vs Celeda – The Underground
- 2011: Remady feat Manu L – The Way We Are
- 2011: Inna feat. Flo Rida – Club Rocker
- 2011: David Guetta feat. Usher – Without You
- 2011: Rihanna – Where Have You Been
- 2013: Jesse Ritch – Holding On To You
- 2013: Jesse Ritch – Let Me Love You